# Saxifraga baregensis
Saxifraga baregensis är en stenbräckeväxtart som beskrevs av Georges Rouy och E. G. Camus. Saxifraga baregensis ingår i Bräckesläktet som ingår i familjen stenbräckeväxter. Inga underarter finns listade i Catalogue of Life.